# Eduardo del Pino Vicente
Eduardo del Pino Vicente, también conocido como Eduardo D. Vicente, según sus firmas en los reportajes en La Voz de Almería, es un escritor, lector, historiador, periodista e investigador español.

## Biografía
Empezó a escribir cuando solamente tenía catorce años. En sus libretas del instituto y en los folios de los apuntes reservaba las últimas páginas para recoger algunas historias de los barrios almerienses y de personajes de la ciudad que eran célebres en 1970 en Almería. Eduardo es, además, uno de los mayores expertos de España en la obra de Joan Manuel Serrat.
En 1987 publicó sus primeros artículos en la sección de deportes del periódico La Voz de Almería, y desde entonces es profesional del periodismo, aunque ha estado vinculado al mismo periódico en distintos puestos. Tras pasar varios años como redactor deportivo, fue Jefe del Fin de Semana durante cuatro años, y desde 2008 es el redactor de la contraportada de La Voz de Almería, donde han ido apareciendo las historias de la gente y de los rincones del siglo XX en Almería.
En diciembre de 2011 publicó su primer libro, Almería, Memoria Compartida, y en 2012 volvió con una nueva entrega de historias de la ciudad bajo el título de Almería, Almas de barrio.
Según el autor sobre su tercer libro publicado, titulado Almería, los Años Vividos:

Éste es mi libro más nostálgico, más sentimental y más lírico. Un libro donde hay muchos retratos de personajes que ya no existen y mejores fotografías. Es un recorrido por una ciudad que ya no existe aunque todavía sigue viva en la imaginación y la memoria de mucha gente de Almería.
Eduardo del Pino Vicente, 2014

## Obras
- Almería, Memoria compartida
- Almería, Almas de Barrio[6]
- Almería, los Años Vividos[7]
- Almería de ayer y de siempre[8]
- Almería. Guía sentimental de una ciudad[9]